# Exechia alexanderi
Exechia alexanderi är en tvåvingeart som beskrevs av Shaw 1951. Exechia alexanderi ingår i släktet Exechia och familjen svampmyggor. Inga underarter finns listade i Catalogue of Life.